# Jerusalem Boxing Club
Der Jerusalem Boxing Club ist ein für Amateure und Profis offener Boxverein nahe der Altstadt von Jerusalem. Er ist der einzige Verein des Landes, in dem Israelis und Palästinenser gemeinsam Boxsport treiben. Der Trainingsraum befindet sich in einem alten Luftschutzbunker fünf Meter im Untergrund.

## Geschichte
Der Sowjetunion-Emigrant und Journalist Gershon Luxemburg gründete nach seiner Einreise nach Israel 1981 den Verein, um zu lernen, sich besser verteidigen zu können. Doch schnell sprach sich die hohe sportliche Qualität herum und zog Gleichgesinnte an. Shlomo Niazov und Aharon Yakobashvily, Mitglied der Israelischen Mannschaft bei den Olympischen Spielen in Seoul 1988 machten hier ihre ersten Schritte. Sergey Volodin vertrat 2003/04 bei den World Championship in Havana und Sergey Golovanov in Nordkorea, Yehuda Luxemburg bei den European Championship in Saratov. Weitere Boxer, die im Club trainiert haben, vertraten das Land bei weiteren wichtigen Meisterschaften.
Die ersten zehn Jahre waren nur Israelies Mitglieder. Dies änderte sich, als Luxemburg zufällig einen Palästinenser kennenlernte und ihn zum Training einlud. Danach stand auch anderen jungen Arabern der Weg in den Klub offen.

## Ausstattung und Sportgeist
Heute wird der Verein von Gershon und Eli Luxemburg geleitet, die beide ihre Karriere in usbekischen Hauptstadt Taschkent begannen. Sie waren dort ausgezeichnete Profi-Boxer, die unter der Leitung Sidney Jacksons begonnen hatten, einem New Yorker Weltmeister, der in Taschkent seine eigene Boxschule gegründet hatte. Während Eli in der UdSSR Sport studiert hat und dort auch zweimal Sowjetmeister wurde, sind beide vielfache israelische Meister in ihrer Gewichtsklasse und zertifizierte Box-Trainer.
Im Bunker gibt es zwei Trainingsräume, die mit einem Boxring, Punching-Bags und weiteren Sport- und Fitnessgeräten ausgestattet sind. Eine Wand ist mit Spiegeln ausgestattet, um die eigene Kampfhaltung studieren zu können. Auch eine Sauna ist vorhanden. Training ist vier Mal in der Woche.